# Passer swainsonii
Passer swainsonii là một loài chim trong họ Passeridae.
Đôi khi được coi là một phân loài của chim sẻ đầu xám, loài này hiện diện ở đông bắc châu Phi, phần lớn ở vùng Cao nguyên Ethiopia. Chim sẻ này được đặt tên theo nhà tự nhiên học người Anh và họa sĩ minh họa William John Swainson.
Thân dài đến 16 cm. Chim trống chim mái có bộ lông như nhau.

## Phân bố và sinh cảnh
Loài này phân bố ở vùng cao nguyên của Ethiopia và Somalia, và ở một số Sudan, Nam Sudan, Eritrea, Djibouti và Kenya. Ngoài xa về phía tây, đây là phổ biến trong phạm vi của nó. Một số quần thể cho thấy di cư theo mùa. 